# João Domingos Fassarella
João Fassarella (Vargem Alta, 12 de maio de 1943 - Belo Horizonte, 12 de novembro de 2006) foi um político brasileiro do estado de Minas Gerais. Foi deputado federal e prefeito de Governador Valadares. Era filiado ao PT.
Professor, lutou contra o governo militar no Brasil e a favor da democracia. Vereador em Governador Valadares de 1983 a 1994. Presidente da Câmara de Vereadores da cidade. Deputado Federal, eleito em 1994 e 1998. Como deputado ganhou o prêmio do DIAP de PARLAMENTAR NOTA 10. Em 1996 candidatou-se a prefeitura de Governador Valadares. Teve uma expressiva votação, sendo a preferencia de 46 mil eleitores da cidade (41,04% dos votos validos). Em 2000 candidata-se novamente a prefeitura de Valadares. Desta vez com amplo apoio de toda a sociedade, vence as eleições para prefeito com 60 mil votos (49,00% dos votos válidos). Seu mandato como prefeito foi marcado por uma nova forma de administrar a cidade. Em sua gestão a prefeitura priorizou as necessidades de bairros periféricos que não tinham acesso a serviços básicos como saúde, educação, saneamento básico, coleta de lixo e transportes. A prefeitura através do Orçamento Participativo garantiu que esses e todos os outros bairros da cidade decidissem sobre os investimentos com o dinheiro público, de acordo com as suas respectivas necessidades. Diversas obras de urbanização de bairros e favelas foram realizadas levando a estes saneamento básico, transporte, coleta de lixo e policiamento. Além disso escolas e postos de saúde foram construídos.  Em 2004, Fassarella foi candidato à reeleição com favoritismo. Porem mesmo depois de liderar a maioria das pesquisas de intenção de voto, recebeu 66,1 mil votos, sendo derrotado pelo ex-prefeito Bonifácio Mourão que obteve 66,7 mil votos. Diferença de apenas 600 votos. Após deixar a prefeitura ,em janeiro de 2005, passou a integrar a equipe de Patrus Ananias no ministério do Desenvolvimento Social e Combate a Fome. Faleceu em novembro de 2006 devido a um cancer que lutava a anos.